# D'Oriënt

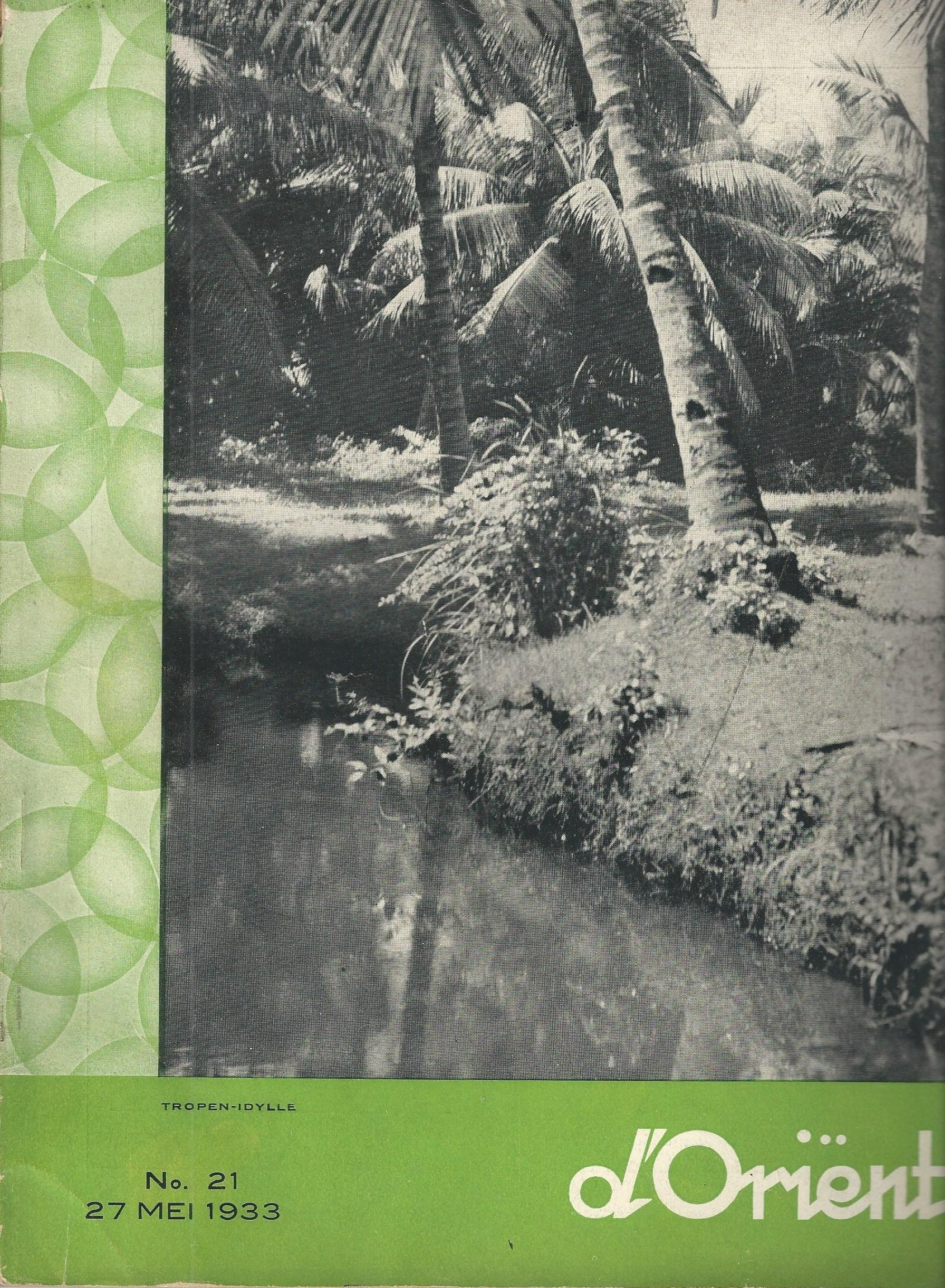
Voorpagina van het blad d'Oriënt van 11 maart 1933 uit Nederlands-Indië

d'Oriënt was een geïllustreerd Nederlandstalig familieweekblad dat van 1923 tot in 1942 verscheen in het toenmalig Nederlands-Indië. Het was in die tijd daar het grootste weekblad qua oplage.
Het blad was de voortzetting van het blad De Zweep, uitgegeven door Dominique Willem Berretty, die in 1923 min of meer gedwongen was deze titel te verkopen. Zowel de inhoud als de vormgeving werden vernieuwd. Het tijdschrift werd als een glossy uitgevoerd. Het was geïllustreerd met foto's en tekeningen en werd op dik, glanzend papier gedrukt. Vanaf jaargang drie, nummer 16 werd als ondertitel vermeld: Indië's geïllustreerd weekblad. Medio 1930 werd daar nog aan toegevoegd: Een weekblad voor Kunst en Actualiteit.
De tekeningen werden geleverd door Jan Lavies en ook nu nog bekende strips verschenen erin, zoals Flash Gordon. Het blad streefde ernaar om een hoge kwaliteit foto's te publiceren en schreef daartoe vaak een fotowedstrijd uit, met een voor die tijd hoge beloning. Hoofdredacteur in de periode 1923-1937 was Albert Zimmerman en uitgever J.F. Mounier.